# Bahnhof Schwaigerloh

Der Bahnhof Schwaigerloh ist ein im Bau befindlicher Bahnhof beim Ort Schwaigerloh in der Gemeinde Oberding, welcher als Teil des Projekts Erdinger Ringschluss realisiert wird.

## Beschreibung
Im Bahnhof werden zwei Bahnsteige, eine barrierefreie Personenunterführung und eine viergleisige Wende- und Abstellanlage aus insgesamt vier Gleisen für Richtung Westen wendende Züge der S-Bahn München und des Überregionalen Flughafenexpress (ÜFEX) errichtet.

## Geschichte
Ende 2023 war der Bau des Bahnhofs in Vorbereitung.
Die Fertigstellung der Verkehrsstation mit zwei Wendegleisen wird zusammen mit dem Streckenabschnitt Flughafen Terminal–Schwaigerloh für Ende 2025 angestrebt. Nach einer Pressemitteilung der InfraGO GmbH Anfang Juli 2025 muss jedoch das Sicherheitskonzept des seit 2002 unter dem Flughafen existierenden Tunnels angepasst werden. Ein aktueller Termin für die Fertigstellung wurde Stand Anfang August 2025 noch nicht genannt.
Die bauliche Fertigstellung der viergleisigen Wende- und Abstellanlage ist für Ende 2028 geplant.